# Nostocals
Nostocals, Nostocales és un ordre de cianobacteris que conté la majoria de les seves espècies. Inclou formes filamentoses ja sien simples o embrancades. Algunes espècies però no totes tenen heterocists.

## Famílies
Les famílies incloses són:
- Microchaetaceae
- Nostocaceae
- Rivulariaceae
- Scytonemataceae